# Pierre Briout
Pierre Briout (Is-sur-Tille, 30 mai 1915 - Mort pour la France le 15 juin 1944 à Crux-la-Ville) est un résistant français, Compagnon de la Libération. Engagé dans les forces françaises libres en 1943, il est affecté au BCRA et s'illustre lors de nombreuses actions de sabotage sur les usines participant à l'effort de guerre allemand avant d'être tué au retour d'une mission de parachutage.

## Biographie

### Jeunesse et engagement
Pierre Briout naît le 30 mai 1915 à Is-sur-Tille en Côte-d'Or. Son père, cheminot originaire de Haute-Saône, est tué peu de temps avant la fin de la Grande Guerre. Il obtient son certificat d'études en 1928 à Vesoul puis devient ajusteur.

### Seconde Guerre mondiale
Lorsque la Seconde Guerre mondiale éclate en 1939, Pierre Briout est mobilisé comme quartier-maître mécanicien dans un dépôt de la marine puis sert sur un pétrolier jusqu'au 15 avril 1941, date à laquelle il est démobilisé. Rentré à Vesoul, il retrouve son emploi d'ajusteur d'avant-guerre mais songe à rallier le général de Gaulle à Londres. Après une tentative soldée par un échec, la mort de son épouse en mai 1942 le décide à passer en zone libre et à contacter la résistance. Engagé dans une usine d'aviation d'Ambérieu-en-Bugey, il s'implique dans le maquis de Lons-le-Saunier plus au nord pour lequel il repère des terrains d'atterrissage dans la zone interdite du Jura. Toujours désireux de rejoindre Londres, il passe la frontière espagnole le 16 février 1943 puis, après être passé par le Portugal et l'Afrique du nord, il parvient en Angleterre le 5 juin. Le 5 juillet 1943, Pierre Briout s'engage dans les forces françaises libres et est affecté au BCRA. Il suit une formation au sabotage en vue de réaliser des opérations clandestines en France.
Sous le pseudonyme de "Pelle", il est parachuté le 25 novembre 1943 au-dessus de l'Ain en compagnie de Marcel Suarès. Les deux hommes sont rejoints un mois plus tard par François Fouquat. Leur mission, baptisée "Patchouli", est de saboter des usines de la région parisienne. Pierre Briout participe ainsi à l'attaque de l'usine SKF d'Ivry-sur-Seine au cours de laquelle il est blessé, puis entre février et mai 1944, aux sabotages des usines Bronzavia de Courbevoie, celles de Timkem à Gennevilliers, des usines Renault de Boulogne-Billancourt, de la fabrique Rossi à Levallois-Perret, des usines Malicet & Blin d'Aubervilliers et de l'usine Hotchkiss de Clichy. En juin 1944, les trois hommes rejoignent rejoignent André Rondenay dans le maquis de la Nièvre avec lequel ils détruisent huit écluses sur le canal du Nivernais. Deux jours plus tard, ils parviennent à tuer douze soldats allemands lors de l'attaque d'une colonne ennemie. Le 15 juin 1944, alors qu'ils transportaient des armes au retour d'une mission de parachutage à Crux-la-Ville, Pierre Briout et François Fouquat sont pris à partie par une patrouille allemande. Blessés, les deux hommes sont achevés quelques instant plus tard. Enterré sur place, le corps de Pierre Briout est ré-inhumé à Vesoul après la guerre,.

## Décorations
|  |  |  |  |  |  |
|  |  |  |  |  |  |
|  |  |  |  |  |  |

| Chevalier de la Légion d'Honneur     | Chevalier de la Légion d'Honneur | Chevalier de la Légion d'Honneur | Compagnon de la Libération | Compagnon de la Libération | Compagnon de la Libération | Médaille militaire | Médaille militaire | Médaille militaire |
| Croix de guerre 1939-1945 Avec palme |                                  |                                  |                            |                            |                            |                    |                    |                    |
| Mention in dispatch (Royaume-Uni)    |                                  |                                  |                            |                            |                            |                    |                    |                    |

## Hommages
- Son nom est inscrit sur le mémorial de la résistance de Vesoul[7].